# Bukowiec (gromada w powiecie chodzieskim)
Bukowiec – dawna gromada, czyli najmniejsza jednostka podziału terytorialnego Polskiej Rzeczypospolitej Ludowej w latach 1954–1972.
Gromady, z gromadzkimi radami narodowymi (GRN) jako organami władzy najniższego stopnia na wsi, funkcjonowały od reformy reorganizującej administrację wiejską przeprowadzonej jesienią 1954 do momentu ich zniesienia z dniem 1 stycznia 1973, tym samym wypierając organizację gminną w latach 1954–1972.
Gromadę Bukowiec z siedzibą GRN w Bukowcu utworzono – jako jedną z 8759 gromad na obszarze Polski – w powiecie chodzieskim w woj. poznańskim, na mocy uchwały nr 17/54 WRN w Poznaniu z dnia 5 października 1954. W skład jednostki wszedł obszar dotychczasowej gromady Nowawieś Wyszyńska ze zniesionej gminy Budzyń w powiecie chodzieskim oraz obszary dotychczasowych gromad Bukowiec, Igrzyna i Tłukawy ze zniesionej gminy Ryczywół w powiecie obornickim w tymże województwie. Dla gromady ustalono 10 członków gromadzkiej rady narodowej.
1 stycznia 1959 z gromady Bukowiec wyłączono miejscowości Igrzyna i Tłukawy, włączając je do gromady Ryczywół w powiecie obornickim w tymże województwie, po czym gromadę Bukowiec  zniesiono, włączając jej (pozostały) obszar do gromady Wyszyny w powiecie chodzieskim.